# Петър-Емил Митев
Петър-Емил Иванов Митев е български политолог и социолог.

## Биография
Син е на биохимика проф. Иван Митев. Завършва философия в Софийския университет. От 1972 до 1988 година оглавява Научноизследователския институт за младежта при ЦК на ДКМС, смятан за едно от дисидентските гнезда по време на социализма. До 1999 г. председател на Българската социологическа асоциация.
Професор в Софийския университет „Св. Климент Охридски“ от 1985г.
Член на председателството на Висшия партиен съвет на БСП. Депутат във Великото народно събрание.
Кандидат за Национален омбудсман на България, предложен от НДСВ и подкрепен от ДПС при първите избори за омбудсман през 2004 година, когато, в крайна сметка, е избран Гиньо Ганев.
Председател е на Управителния съвет на Института за социални ценности и структури „Иван Хаджийски“. Умира на 12 септември 2023 г. в София.